# Географічні регіони Греції
Географічні регіони Греції (грец. Γεωγραφικά διαμερίσματα της Ελλάδας) — традиційний, а також офіційний (після адміністративної реформи 1987 року і до наступної реформи 1997 року) адміністративний поділ Греції.
Відповідно до реформи 1987 року, існувало 9 регіонів, поділених на 13 периферій. 1997 року регіони були скасовані, але, попри це, й нині такий поділ за історико-географічними регіонами залишається часто вживаним у науково-популярній літературі.

## Перелік регіонів
| 1. Фракія 2. Македонія 3. Фессалія 4. Епір 5. Центральна Греція 6. Пелопоннес 7. Егейські острови 8. Іонічні острови 9. Крит | Карта історичних регіонів Греції |